# Tetrakarbonylželeznatan disodný
Tetrakarbonylferrid disodný je organická sloučenina se vzorcem Na2[Fe(CO)4]. Používá se jako roztok, například v tetrahydrofuranu nebo dimethoxyethanu, rozpouštědlech, která se vážou na sodný kation.
Tato látka, citlivá na přítomnost kyslíku, se používá ve výzkumu v organokovové a organické chemii. Její roztok v dioxanu se nazývá Collmanovo činidlo, podle Jamese P. Collmana, který zavedl její používání.

## Struktura
Dianion [Fe(CO)4]2− je izoelektronický s Ni(CO)4.
Fe centrum je tetraedrické a vyskytují se u něj Na+---OCFe interakce. V dioxanových roztocích tvoří rozpouštědlo komplex se sodným kationtem.

## Příprava
Tetrakarbonylferrid disodný se původně připravoval na místě reakcí pentakarbonylu železa se sodným amalgámem.
Novější postupy využívají jako redukční činidla ketyly naftalenidu nebo benzofenonidu sodného:
Fe(CO)5 + 2 Na → Na2[Fe(CO)4] + CO
Při použití menšího množství sodíku vzniká tmavě žlutý oktakarbonyldiferrid:
2 Fe(CO)5 + 2 Na → Na2[Fe2(CO)8] + 2 CO
Existují i jiné postupy nevyužívající pentakarbonyl železa.

## Reakce a použití
Tetrakarbonylferrid disodný se používá na přípravu aldehydů z alkylhalogenidů.
Původně se tato látka využívala k dvoukrokovému převádění primárních alkylbromidů na odpovídající aldehydy:
Na2[Fe(CO)4] + RBr → Na[RFe(CO)4] + NaBr
Tento roztok poté reagoval s trifenylfosfinem a kyselinou octovou na aldehyd, RCHO.
I z acylchloridů lze pomocí tetrakarbonylželeznatanu disodného získat aldehydy; tato reakce probíhá přes acylový komplex železa.
Na2[Fe(CO)4] + RCOCl → Na[RC(O)Fe(CO)4] + NaCl
Na[RC(O)Fe(CO)4] + HCl → RCHO + "Fe(CO)4" + NaCl
Tetrakarbonylferrid disodný reaguje s alkylhalognidy (RX) za vzniku alkylových komplexu:
Na2[Fe(CO)4] + RX → Na[RFe(CO)4] + NaX
Tyto alkyly lze přeměnit na karboxylové kyseliny a acylhalogenidy:
Na[RFe(CO)4] + O2, H+ →→ RCO2H + Fe...
Na[RFe(CO)4] + 2 X2 → RC(O)X + FeX2 + 3 CO + NaX
Lithium (nebo CO) může vytvořit komplex [LFe(CO)3(C(O)R)]Na, na nějž lze navázat R'X za vzniku RC(O)R'.
Na[RFe(CO)4] + L → [LFe(CO)3(C(O)R)]Na → RC(O)R' + [LFe(CO)3]Na